# International Telekom Beethoven Competition Bonn

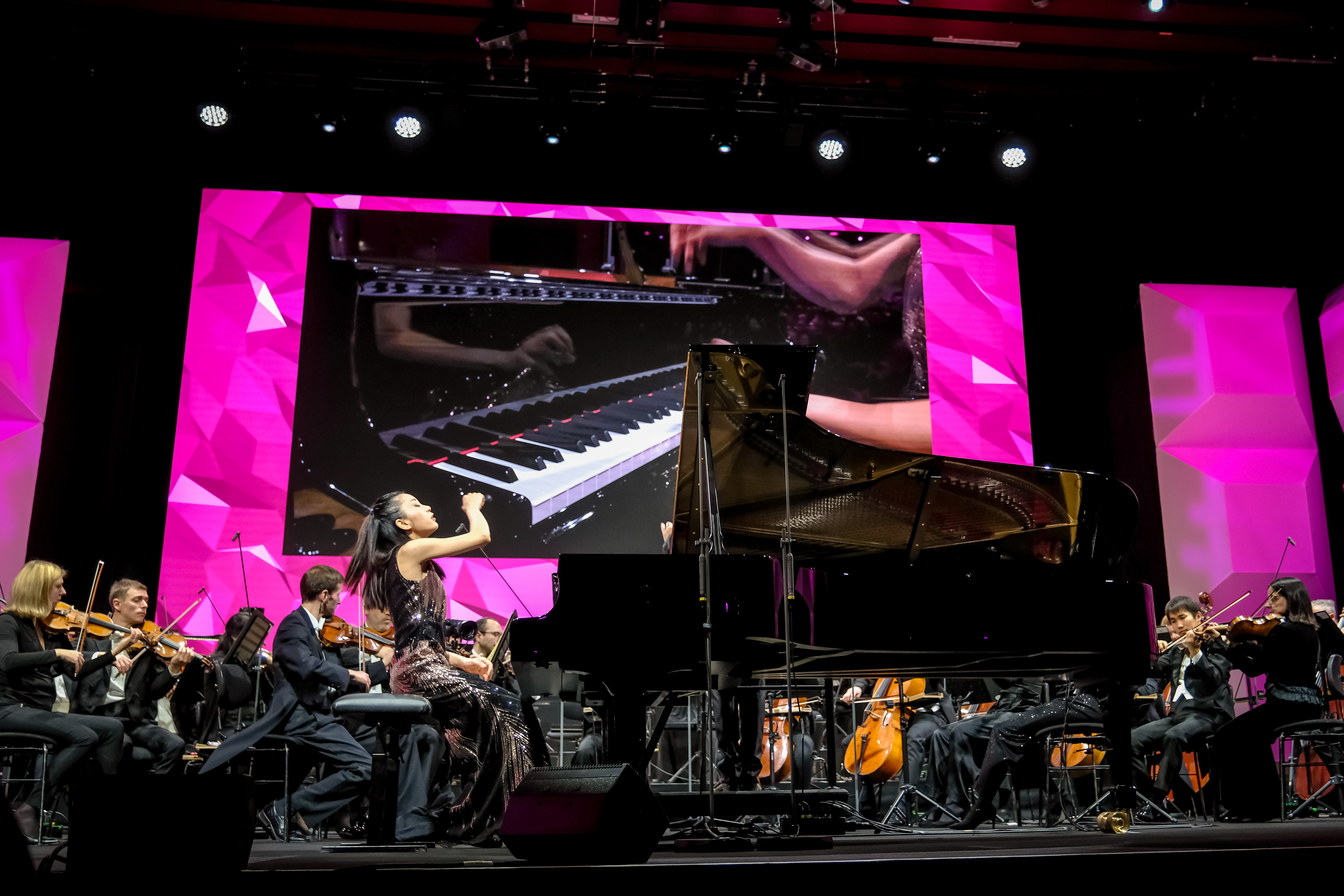
Bühne der International Telekom Beethoven Competition Bonn im Telekom Forum

Logo der International Telekom Beethoven Competition Bonn

Die Telekom Beethoven Competition (ehemals International Telekom Beethoven Competition) ist ein zweijährlich stattfindender Wettbewerb für Pianisten im Alter von 18 bis 32 Jahren und wurde 2005 zum ersten Mal in Ludwig van Beethovens Geburtsstadt Bonn durchgeführt.

## Über den Wettbewerb
Der Wettbewerb wurde 2005 unter dem Namen „International L.v. Beethoven Competition Bonn for Piano“ vom Pianisten Pavel Gililov gegründet, der auch künstlerischer Leiter und Jury-Präsident ist. Die Veranstaltung wird von der Deutschen Telekom AG organisiert und seit 2012 von der Internationalen Beethovenfeste Bonn gGmbH durchgeführt. Im Jahr 2009 fand er erstmals unter dem Namen International Telekom Beethoven Competition Bonn statt. Mittlerweile trägt der Wettbewerb den Namen Telekom Beethoven Competition.
Im Zentrum des Wettbewerbs stehen Werke Beethovens aus allen Phasen seines Schaffens. Sie werden – und das ist das besondere Ziel dieses Wettbewerbs – in einen programmatischen Zusammenhang gestellt, der die Bedeutung des Komponisten für die internationale Musikwelt als kreativer und innovativer Ideengeber verdeutlichen soll. Über die technische Perfektion hinaus erwarten die Veranstalter von den Teilnehmern „die künstlerische und individuelle Auseinandersetzung mit dem Werk Beethovens“.
Ein wichtiges Anliegen der Telekom Beethoven Competition ist es, junge professionelle Künstler und Künstlerinnen zu fördern und ihnen ein internationales Forum zu bieten. Die Teilnahmerunden des Wettbewerbs sind öffentlich. Die Jury des Wettbewerbs besteht aus neun Mitgliedern. Seit 2015 werden alle Wettbewerbsrunde im Live Stream auf der Homepage des Wettbewerbs und auf MagentaTV übertragen.

## Preise
- Geldpreise für den Wettbewerb 2025

1. Preis: 50.000 Euro
2. Preis: 25.000 Euro
3. Preis: 10.000 Euro
- Sonderpreise

Beste Interpretation eines Klavierkonzertes im Finale (Publikumspreis): 2.000 Euro
Sonderpreis Kammermusik, gestiftet vom Beethoven-Trio Bonn: 2.000 Euro
Beethoven-Haus-Preis: 1.000 Euro
Beste Interpretation eines Werkes einer Komponistin in der 2. Runde: 1.000 Euro
Beste Interpretation eines Stückes von Robert Schumann in der 2. Runde: 1.000 Euro
Beste Interpretation eines Werks des 21. Jahrhunderts: 1.000 Euro
Notenpreise, gestiftete vom Bärenreiter-Verlag im Gesamtwert von 1.500 Euro
- Konzertauftritte mit folgenden Kooperationspartnern werden vermittelt:

Beethovenfest Bonn
Steinway Prizewinner Concerts Network
Beethoven Orchester Bonn
Europäische Akademie für Musik und Darstellende Kunst Palazzo Ricci, Montepulciano
Villa Musica, Rheinland-Pfalz
Klassische Philharmonie Bonn
Klavierreihe „Junge Stars der Klassik“ in Kirchheimbolanden
Beethovenfestival Polen

## Preisträger
- 2005

1. Henri Sigfridsson (Finnland)
2. Norie Takahashi (Japan)
3. David Kadouch (Frankreich)

- 2007

1. Ian Yungwook Yoo (Südkorea)
2. Keiko Hattori (Japan)
3. Dmitri Demiashkin (Russland)

- 2009

1. Hinrich Alpers (Deutschland)
2. Jordi Bitlloch (Frankreich)
3. Einav Yarden (Israel)

- 2011

1. Jingge Yan (China)
2. Chi Ho Han (Korea)
3. Rémi Geniet (Frankreich)

- 2013

1. Soo-Jung Ann (Südkorea)
2. Stefan Cassomenos (Australien)
3. Shinnosuke Inugai (Japan)

- 2015

1. Filippo Gorini (Italien)
2. Ben Cruchley (Kanada)
3. Moritz Winkelmann (Deutschland)

- 2017

1. Alberto Ferro (Italien)
2. Tomoki Kitamura (Japan)
3. Ho Jeong Lee (Südkorea)

- 2019

1. Cunmo Yin (China)
2. Yuto Takezawa (Japan)
3. Shihyun Lee (Südkorea)

- 2021

1. Hans Suh (Südkorea)
2. Alexei Tartakovsky (USA)
3. Giorgio Lazzari (Italien)

- 2023

1. Caleb Borick (USA)
2. Lovre Marušić (Kroatien)
3. Zhouhui Shen (VR China)

Preisträger der Sonderpreise:
- Ashok Gupta (Sonderpreis Kammermusik 2017)
- Dorothy Khadem-Missagh (Sonderpreis Kammermusik & Beethoven-Haus-Preis 2015)
- David Meier (Sonderpreis Kammermusik 2007)
- Caleb Borick (Publikumspreis 2023)